# 克拉伦斯·保罗·奥利弗
克拉伦斯·保罗·奥利弗（1898年11月8日—1991年7月10日）是一位美国遗传学家，德克薩斯大學奧斯汀分校教授，博士毕业于德克薩斯大學，导师赫尔曼·约瑟夫·马勒，1953年任美国人类遗传学学会会长，1958年任美国遗传学学会会长。